# Centrale électrique de Gaza
La centrale électrique de Gaza est une centrale électrique à combustible fossile située dans la bande de Gaza en Palestine.

## Histoire
La centrale électrique a été construite en 2002. Le 28 juin 2006, les six transformateurs de la centrale électrique ont été détruits par des attaques de missiles de l'armée de l'air israélienne. En 2007, la centrale électrique a été reconstruite et a fonctionné à une capacité maximale de 80 MW. Le 29 juillet 2014, la centrale électrique a été à nouveau attaquée par les Forces de défense israéliennes. Le 11 octobre 2023, la centrale aurait cessé de fonctionner après avoir manqué de carburant en raison du blocus de Gaza imposé par Israël pendant la guerre entre Israël et le Hamas,.

## Spécifications techniques
La centrale électrique dispose d'un total de quatre unités de production avec une capacité installée de 140 MW. 